# Zapasy na Letnich Igrzyskach Olimpijskich 1976 – kategoria do 62 kg w stylu wolnym
Zmagania mężczyzn w wadze 62 kg to jedna z dziesięciu męskich konkurencji w zapasach w stylu wolnym rozgrywanych podczas Letnich Igrzysk Olimpijskich 1976. Pojedynki w tej kategorii wagowej odbyły się w dniach 27 – 31 lipca.

## Klasyfikacja[2]
| Pozycja | Nazwisko            | Kraj              |
| ------- | ------------------- | ----------------- |
| 1       | Yang Jeong-mo       | Korea Południowa  |
| 2       | Dzewegijn Ojdow     | Mongolia          |
| 3       | Gene Davis          | Stany Zjednoczone |
| 4       | Mohsen Farahwasz    | Iran              |
| 5       | Iwan Jankow         | Bułgaria          |
| 6       | Siergiej Timofiejew | ZSRR              |
| 7       | Kenkichi Maekawa    | Japonia           |
| 8       | Helmut Strumpf      | NRD               |
| 9       | Eduard Giray        | RFN               |
| 10      | Petre Coman         | Rumunia           |
| 11      | Egon Beiler         | Kanada            |
| .       | Vehbi Akdağ         | Turcja            |
| 13      | Théodule Toulotte   | Francja           |
| 14      | Mihály Fodor        | Węgry             |
| 15      | Marco Terán         | Ekwador           |
| .       | Kenneth Dawes       | Wielka Brytania   |
| .       | Benjamin Varela     | Portoryko         |

## Zasady
Przyjęto zasadę punktów karnych, gdzie zdobycie sześciu punktów lub więcej eliminowało zawodnika z turnieju. Kolejność miejsc medalowych ustalona została w specjalnej rundzie finałowej, z udziałem trzech zawodników z najmniejszą liczbą takich punktów.
- TF — Łopatki
- DQ — Dyskwalifikacja za pasywność
- D2 — Dyskwalifikacja obu zawodników za pasywność
- TPP — Punkty karne razem
- MPP — Punkty karne pojedynku

## Punktacja
- 0 — Wygrana na łopatki, przewagę techinczną, pasywność, kontuzję
- 0.5 — Wygrana na punkty  (8-11 punktów różnicy)
- 1 — Wygrana na punkty  (1-7 punktów różnicy)
- 2 — Dyskwalifikacja za pasywność, zwycięzca również był pasywny
- 3 — Przegrana na punkty (1-7 punktów różnicy)
- 3.5 — Przegrana na punkty (8-11 punktów różnicy)
- 4 — Przegrana na łopatki, przewagę techiczną, pasywność, kontuzję

## Wyniki[3]

### Pierwsza runda
| TPP | MPP |                  | Wynik\|Czas |                     | MPP | TPP |
| --- | --- | ---------------- | ----------- | ------------------- | --- | --- |
| 4   | 4   | Marco Terán      | TF / 5:47   | Théodule Toulotte   | 0   | 0   |
| 1   | 1   | Gene Davis       | 15 - 8      | Dzewegijn Ojdow     | 3   | 3   |
| 3   | 3   | Mihály Fodor     | 4 - 6       | Eduard Giray        | 1   | 1   |
| 4   | 4   | Kenneth Dawes    | TF / 1:41   | Siergiej Timofiejew | 0   | 0   |
| 4   | 4   | Benjamin Varela  | TF / 1:30   | Helmut Strumpf      | 0   | 0   |
| 0.5 | 0.5 | Yang Jeong-mo    | 18 - 7      | Egon Beiler         | 3.5 | 3.5 |
| 1   | 1   | Vehbi Akdağ      | 8 - 6       | Mohsen Farahwasz    | 3   | 3   |
| 1   | 1   | Kenkichi Maekawa | 8 - 4       | Petre Coman         | 3   | 3   |
| 0   |     | Iwan Jankow      |             | Bez walki           |     |     |

### Druga runda
| TPP | MPP |                     | Wynik\|Czas |                  | MPP | TPP |
| --- | --- | ------------------- | ----------- | ---------------- | --- | --- |
| 0   | 0   | Iwan Jankow         | DQ / 7:35   | Marco Terán      | 4   | 8   |
| 4   | 4   | Théodule Toulotte   | TF / 8:38   | Gene Davis       | 0   | 1   |
| 3   | 0   | Dzewegijn Ojdow     | DQ / 7:12   | Mihály Fodor     | 4   | 7   |
| 1   | 0   | Eduard Giray        | DQ / 8:24   | Kenneth Dawes    | 4   | 8   |
| 0   | 0   | Siergiej Timofiejew | TF / 1:22   | Benjamin Varela  | 4   | 8   |
| 4   | 4   | Helmut Strumpf      | TF / 0:33   | Yang Jeong-mo    | 0   | 0.5 |
| 4.5 | 1   | Egon Beiler         | 10 - 7      | Vehbi Akdağ      | 3   | 4   |
| 4   | 1   | Mohsen Farahwasz    | 4 - 4       | Kenkichi Maekawa | 3   | 4   |
| 3   |     | Petre Coman         |             | Bez walki        |     |     |

### Trzecia runda
| TPP | MPP |                     | Wynik\|Czas |                  | MPP | TPP |
| --- | --- | ------------------- | ----------- | ---------------- | --- | --- |
| 7   | 4   | Petre Coman         | 2 - 14      | Iwan Jankow      | 0   | 0   |
| 8   | 4   | Théodule Toulotte   | TF / 8:23   | Dzewegijn Ojdow  | 0   | 3   |
| 1   | 0   | Gene Davis          | TF / 7:53   | Eduard Giray     | 4   | 5   |
| 3   | 3   | Siergiej Timofiejew | 13 - 17     | Helmut Strumpf   | 1   | 5   |
| 1   | 0.5 | Yang Jeong-mo       | 17 - 6      | Vehbi Akdağ      | 3.5 | 7.5 |
| 7.5 | 3   | Egon Beiler         | 5 - 9       | Mohsen Farahwasz | 1   | 5   |
| 4   |     | Kenkichi Maekawa    |             | Bez walki        |     |     |

### Czwarta runda
| TPP | MPP |                  | Wynik\|Czas |                     | MPP | TPP |
| --- | --- | ---------------- | ----------- | ------------------- | --- | --- |
| 8   | 4   | Kenkichi Maekawa | D2 / 5:55   | Iwan Jankow         | 4   | 4   |
| 1   | 0   | Gene Davis       | 29 - 13     | Siergiej Timofiejew | 4   | 7   |
| 3   | 0   | Dzewegijn Ojdow  | DQ / 5:36   | Helmut Strumpf      | 4   | 9   |
| 9   | 4   | Eduard Giray     | TF / 3:21   | Yang Jeong-mo       | 0   | 1   |
| 5   |     | Mohsen Farahwasz |             | Bez walki           |     |     |

### Piąta runda
| TPP | MPP |                  | Wynik\|Czas |                 | MPP | TPP |
| --- | --- | ---------------- | ----------- | --------------- | --- | --- |
| 6   | 1   | Mohsen Farahwasz | 18 - 12     | Gene Davis      | 3   | 4   |
| 8   | 4   | Iwan Jankow      | TF / 8:46   | Dzewegijn Ojdow | 0   | 3   |
| 1   |     | Yang Jeong-mo    |             | Bez walki       |     |     |

### Szósta Runda
| TPP | MPP |                  | Wynik\|Czas |                 | MPP | TPP |
| --- | --- | ---------------- | ----------- | --------------- | --- | --- |
| 1   | 0   | Yang Jeong-mo    | TF / 5:54   | Gene Davis      | 4   | 8   |
| 10  | 4   | Mohsen Farahwasz | DQ / 7:44   | Dzewegijn Ojdow | 0   | 3   |

### Runda finałowa
Zaliczone pojedynki z wcześniejszych rund
| TPP | MPP |                 | Wynik\|Czas |                 | MPP | TPP |
| --- | --- | --------------- | ----------- | --------------- | --- | --- |
|     | 1   | Gene Davis      | 15 - 8      | Dzewegijn Ojdow | 3   |     |
|     | 0   | Yang Jeong-mo   | TF / 5:54   | Gene Davis      | 4   | 5   |
| 4   | 1   | Dzewegijn Ojdow | 10 - 8      | Yang Jeong-mo   | 3   | 3   |